# Takeshi Ohbayashi
Takeshi Ohbayashi (jap. 大林武司, Ōbayashi Takeshi, * um 1980 in Hiroshima) ist ein japanischer Jazzmusiker (Piano, Komposition).

## Leben und Wirken
Takeshi Ohbayashi ist in einer musikalischen Familie aufgewachsen; er begann mit zwei Jahren Klavier zu spielen und lernte als Kind Trompete. Er vertiefte das Trompetenspiel auf dem Musikgymnasium seiner Heimatstadt. Dann studierte er Filmmusik am Tokyo College of Music. In dieser Zeit begann er sich mit dem Jazzpiano zu beschäftigen und erhielt ein Stipendium zum Studium am Berklee College of Music in Boston, das er von 2007 bis 2010 absolvierte. 2009 erhielt er bei der Yokohama Jazz Competition eine Auszeichnung in der Kategorie Bester Musiker. Ab 2009 hatte Ohbayashi Unterricht im neu geschaffenen Berklee Global Jazz Institute unter der Leitung von Danilo Perez. 2011 zog er nach New York City, wo er mit einem eigenen Trio und als Co-Leader des New Century Jazz Quintet (mit Ulysses Owens Jr.), außerdem mit Takuya Kuroda, José James, Terri Lyne Carrington, Hailey Niswanger, Charles Turner III, Takuya Kuroda und Felix Peikli arbeitete. Des Weiteren trat er in bekannten Jazzclubs New Yorks auf wie im Blue Note, Jazz at Lincoln Center, Smalls und Smoke. 2016 gewann Ohbayashi die Jacksonville Piano Competition, mit dem New Century Jazz Quintet den DCJazzPrix auf dem Washington DC Jazz Festival. Unter eigenem Namen legte er bislang (Stand 2018) drei Alben vor. 2018 trat er im Smalls mit Alon Near, Hailey Niswanger und Hillel Salem auf. Im Bereich des Jazz war er zwischen 2009 und 2016 an zehn Aufnahmesessions beteiligt.

## Diskographische Hinweise
- Six Aces (2012)
- Feelin' Lucky (TOS, 2013), mit Takuya Kuroda, Erena Terakubo, Marty Jaffe, Mark Whitfield Jr.
- New Century Jazz Quintet: In Case You Missed Us (Spice of Life, 2015), mit Benny Benack III, Tim Green, Braxton Cook, Yasuhi Nakamura, Ulysses Owens Jr.
- New Century Jazz Quintet: Arise (Spice of Life, 2016), mit Benny Benack III, Tim Green, Yasushi Nakamura, Ulysses Owens Jr.
- Manhattan (2016)